# 庫文山
73°52′S 5°15′W / 73.867°S 5.250°W
庫文山是南極洲的山峰，位於東部南極洲的毛德皇后地，處於基爾萬海崖西南端，由挪威製圖師根據測量和空中照片繪入地圖，現時受南極條約體系管理。